# Tabarnia
Tabarnia é o nome proposto para um conceito satírico atribuído ao território da Comunidade Autónoma espanhola da Catalunha pela organização "Barcelona is not Catalonia" ("Barcelona não é a Catalunha"), que visa parodiar o movimento independentista. Promove o estabelecimento de uma nova comunidade autônoma um conjunto de regiões das províncias de Tarragona e Barcelona. Consideram que "a atual divisão administrativa não corresponde à realidade" e é a favor da recuperação do que denominaram como "a soberania histórica do município de Barcelona". O autor do conceito, nome e bandeira de Tabarnia foi um vizinho de Barcelona chamado Daniel de la Fuente em 2012 .
O nome é um neologismo criado com nomes de Tarragona e Barcelona. O território, que seria dividido entre Alta Tabarnia (área de influência de Barcelona) e Baja Tabarnia (área de influência de Tarragona), consistiria em 10 municípios.
O seu porta-voz ofial é o jornalista e ativista Jaume Vives Vives.